# Džeri Goldsmit
Džerald King Goldsmit (Los Anđeles, 10. februar 1929 – Beverli Hils, 21. jul 2004) bio je slavni američki kompozitor filmske muzike iz Los Anđelesa. On je bio nominovan za osamnaest Oscara i dobio je pet nagrada Emi.

## Rani životi i obrazovanje
Goldsmit je rođen 10. februara 1929, u Los Anđelesu, Kalifornija u porodici rumunskih Jevreja. Njegovi roditelji su bili Tesa (devojačko ime Rapaport), učitelj, i Moris Goldsmit, građevinski inženjer. On je počeo da svira klavir u svojoj šestoj godini, ali se počeo „ozbiljano” baviti sviranjem u svojoj jedanaestoj godini. U trinaestoj godini, on je privatno studirao klavir sa koncertnim pijanistom i prosvetnim radnikom Džejkobom Gimpelom (koga je Goldsmit kasnije zaposlio da izvodi klavirski solo u njegovom radu The Mephisto Waltz) i u svojoj šesnaestoj godini je studirao teoriju i kontrapunkt pod italijanskim kompozitorom Mariom Kastenuovom-Tedeskom, koji je podučavao i niz drugih zapaženih kompozitora i muzičara.
U svojoj šesnaestoj godini, Goldsmit je video filim iz 1945. godine  u bioskopu i bio je inspirisan muzikom iskusnog kompozitora Miloža Rože, tako da je odlučio da se posveti muzici. Goldsmit se kasnije upisao i pohađao Univerzitet u Južnoj Kaliforniji gde je imao priliku da prisustvuje Rožinim predavanjima, ali je napustio te studije pohađao „praktičniji muzički program” u Koledžu grada Los Anđelesa. Tamo je bio u prilici da podučava pevače, radi kao asistent horskog reditelja, svira klavrsku pratnju, i radi kao asistent dirigent.

## Filmsko i televizijsko snimanje

### 1950-te i rad na CBS
Godine 1950, Goldsmit je našao posao u CBS-u kao daktilograf u muzičkom odeljenju mreže, kod direktora Lada Glaskina. Tamo je počeo da piše muziku za radio emisije kao što su CBS Radio Workshop, Frontier Gentleman, i Romance. U intervjuu sa Endijem Velezom sa BarnesandNoble.com, Goldsmit je izjavio: „Bilo je to oko 1950. godine. CBS je imao radionicu i jednom nedeljno su zaposleni, bez obzira na njihove talente, da li su bili redari ili daktilografi, proizvodili su radio emisiju. Ali morali ste da budete zaposleni. Trebao im je neko da se bavi muzikom, a ja sam tamo poznavao nekoga ko je rekao da bih bio odličan za ovo. Ja sam se upravo bio oženio i trebao mi je posao, te su lažirali test za kucanje za mene. Onda sam mogao sam da radim ove emisije. Otprilike šest meseci kasnije, muzičko odeljenje je čulo šta radim, svidelo im se i dali su mi posao.“ Kasnije je napredovao u snimanju emisija uživo na CBS televiziji kao što je Climax! i Playhouse 90. Takođe je doprineo produkciji više epizoda televizijske serije The Twilight Zone. Ostao je na CBS-u do 1960. godine, nakon čega je prešao u Revue Studios, a zatim u MGM Studios za producenta Normana Feltona, za koga je radio tokom televizije uživo, a kasnije je komponovao muziku za televizijske emisije kao što su Dr. Kildare i The Man from U.N.C.L.E..
Do njegov debija u igranom filmu je došlo kada je komponovao muziku za vestern Black Patch (1957). Nastavio je sa partiturama za filmove kao što su vestern Face of a Fugitive (takođe 1957) i naučnofantastični film City of Fear (1959).

### 1960-te
Goldsmit je deceniju započeo komponujući za televizijske emisije kao što su Dr. Kildare, Gunsmoke, i Thriller, kao i za dramski film The Spiral Road (1960). Međutim, on je počeo da dobija široko priznanje tek nakon svoje intimne muzike za vestern Lonely Are the Brave (1962). Njegovo učešće u ovom filmu bilo je rezultat preporuke kompozitora Alfreda Njumana koji je bio impresioniran Goldsmitovom partiturom u televizijskoj emisiji Thriller i preuzeo je na sebe da preporuči Goldsmita šefu Univerzalovog muzičkog odeljenja, uprkos tome što ga nikada nije sreo. Iste godine, Goldsmit je komponovao uglavnom atonalnu i disonantnu partituru za biografski film Freud (1962) koji se fokusirao na petogodišnji period života psihoanalitičara Sigmunda Frojda. Goldsmitov rad doveo je do toga da je dobio svoju prvu nominaciju za Oskara za najbolju originalnu muziku, iako ga je prevazišao kolega koji je prvi put bio nominovan za muziku, Moris Žar za muziku filma Lawrence of Arabia (takođe 1962). Goldsmit je komponovao muziku za The Stripper (1963), što je bila njegova prva saradnja sa rediteljem Franklinom J. Šafnerom za koga će Goldsmit kasnije raditi na filmovima Planet of the Apes (1968), Patton (1970), Papillon (1973), Islands in the Stream (1977), i The Boys from Brazil (1978).
Nakon uspeha sa muzikom za filmove Lonely Are the Brave i Freud, Goldsmit je komponovao muziku za The Man from U.N.C.L.E. (1964), i radio za filmove kao što su vestern Rio Conchos, politički triler Seven Days in May (oba takođe 1964), romantična drama A Patch of Blue (1965), ratni In Harm's Way (takođe 1965), film o vazdušnoj borbi iz Prvog svetskog rata The Blue Max (1966), ratno-pomorska drama The Sand Pebbles (takođe 1966), triler Warning Shot (1967), vestern Hour of the Gun (takođe 1967) i misterija The Detective (1968). Skoro da nije prihvatio zadatak za The Blue Max kada je gledao finalnu verziju sa producentima, koji su pratili sa Also Sprach Zarathustra Ričarda Štrausa. Rekao je: „Priznajem da je funkcionisalo prilično dobro, ali moja prva reakcija je bila da ustanem i odem sa posla, ali nisam mogao. Jednom kada čujete takvu muziku sa filma, to otežava da proizađete sa vašim sopstvenim rangiranjem, to vam zamagljuje razmišljanje.“ Goldsmitove ocene za A Patch of Blue i The Sand Pebbles donele su mu drugu i treću nominaciju za Oskara, respektivno, i obe su bile među 250 nominovanih za najboljih dvadeset pet američkih filmskih partitura Američkog filmskog instituta. Njegove partiture za Seven Days in May i  The Sand Pebbles takođe su donele Goldsmitu njegove prve dve nominacije za Zlatni globus za najbolju originalnu muziku 1965. i 1967. godine. Tokom tog vremena komponovao je i za mnoge lakše, komične filmove kao što su porodična komedija The Trouble with Angels (1966), Džejms Bond parodiju Our Man Flint (1966) i njen nastavak In Like Flint (1967) i komediju The Flim-Flam Man (1967).

## Filmska muzika
| 2003. godina 2002. godina 2001. godina - „Posljednji zamak” () 2000. godina 1999. godina - "Trinaesti ratnik" () - „Posednuće” - "Mumija" () 1998. godina 1997. godina - L.A. povjerljivo () 1996. godina 1995. godina 1994. godina 1993. godina 1992. godina - Sirove strasti () - Zauvijek mlad () 1991. godina 1990. godina 1989. godina 1988. godina 1987. godina 1986. godina 1985. godina - Legenda - samo evropska verzija 1984. godina 1983. godina 1982. godina 1981. godina | 1980. godina 1979. godina 1978. godina - "Dječaci iz Brazila" () 1977. godina 1976. godina - Loganov beg () 1975. godina 1974. godina 1973. godina 1972. godina 1971. godina 1970. godina 1969. godina 1968. godina 1967. godina 1966. godina 1965. godina 1964. godina 1963. godina 1962. godina 1960. godina 1959. godina 1957. godina |

## Nagrade i nominacije
Džeri Golsmit je s filmom Gremlini (eng. Gremlins) osvojio nagradu Saturn u kategoriji najbolja muzika.

## Literatura
- Thomas, Tony: Music For The Movies (1973)
- Thomas, Tony: Film Score (1979)
- Brown, Royal S.: Overtones And Undertones (1994)
- Büdinger, Matthias: „A Patch Of Goldsmith”. Soundtrack. 8 (69): 46—48.. In:
- Dupuis, Mauricio: Jerry Goldsmith – Music Scoring for American Movies. 2013. стр. 265. ISBN 9788867401888., Rome, Robin. .
- Riedlinger, Stefan: 50 Best Soundtracks. A guide to the music of Jerry Goldsmith, John Williams, Hans Zimmer and many more with an exclusive interview with Michael J. Lewis. 2018.  978-1-71770-584-6..

## Spoljašnje veze
- Jerry Goldsmith Online
- StarTrek.com Creative Staff Profile Архивирано на веб-сајту  (23. децембар 2008)
- Jerry Goldsmith at Soundtrackguide.net
- Jerry Goldsmith at The Danish Filmmusic Society (DFS)
- Jerry Goldsmith Discography at SoundtrackCollector.com
- Jerry Goldsmith at Epdlp
- Jerry Goldsmith Film Music Society
- Sammy Lifetime Achievement Award